# 533

## Esdeveniments

### Països Catalans
- El general romà d'Orient Apol·linar ocupa les Balears. Les illes passen a formar part de la província de la Mauritània Primera

### Món
- Comença el pontificat del papa Joan II.
- 15 de desembre - Prop de Cartago: Batalla de Tricamàrum, última batalla de la Guerra Vandàlica enfrontament entre les forces dels vàndals i les tropes de l'Imperi Romà d'Orient. Victòria romana d'Orient. Triomf de Belisari sobre Cartago.